# Panoramakopf
Als Panoramakopf bezeichnet man eine Komponente von Fotostativen, an die der Fotoapparat oder die Filmkamera über das Stativgewinde angeschraubt wird.
Der Panoramakopf dient dem Anfertigen von Panoramabildern; er verfügt daher häufig über eine Gradteilung, durch die präzise Anschlüsse der Einzelbilder möglich werden, zur genauen Ausrichtung des Panoramakopfes verfügen viele Modelle über Wasserwaagen für jede Rotationsachse (Libellen); beim Anfertigen von Filmaufnahmen ermöglicht der Panoramakopf verwackelungsfreie Kameraschwenks.
Zur Korrektur zwischen Drehpunkt des Stativs und optischem Drehpunkt des auf der Kamera montierten Objektivs kommt bei professionellen Einzelbildpanoramen ein sogenannter Nodalpunktadapter zum Einsatz.
Die Größe und Stabilität des Panoramakopfes muss zu Gewicht und dem Volumen der Kamera passen; eine Großformatkamera erfordert daher einen stabileren Stativkopf als eine Kompaktkamera.

Panoramakopf

Andere Bauformen von Stativköpfen sind der Kugelgelenkkopf, der Kinoneigekopf und als neueste Bauform der Getriebeneiger.